# Henri Donnedieu de Vabres
Professor Henri Donnedieu de Vabres (Nîmes, 8 juli 1880 – Parijs, 14 februari 1952) was een Franse rechter tijdens de Processen van Neurenberg. 
Hij werd hoogleraar aan de rechtenfaculteit van de Universiteit van Parijs. In 1928 schreef hij zijn boek les principes modernes du droit pénal international (De moderne principes van het internationale strafrecht). Van dit werk is in 2005 een nieuwe uitgave verschenen, 'vanwege de verrassende actualiteit'.
In 1945 werd hij namens Frankrijk rechter bij de Processen van Neurenberg. 
Na deze processen gaf hij van 1946 tot 1947 les aan het Institut de Criminologie in Parijs over deze processen van Neurenberg, evenals later aan de Haagsche Academie voor Internationaal Recht.
Verder nam hij actief deel aan de commissies van de Verenigde Naties tot het vaststellen van wetten en verdragen tegen misdaden tegen de menselijkheid en genocide. Hij heeft deze taak niet af kunnen maken, omdat hij begin 1952 overleed. 
Zijn kleinzoon Renaud Donnedieu de Vabres was van 2004 tot 2007 minister van Cultuur in Frankrijk.